# Gegant negre (mitologia)
El gegant negre és un personatge mitològic recurrent de l'imaginari popular valencià. En nombroses rondalles i llegendes se'l descriu com al vigilant ferreny i solitari d'un tresor, generalment situat en una cova fosca o un lloc tancat. De vegades, en comptes d'un tresor el gegant negre vigila una princesa, un arbre màgic, un cavall encantat, jardins meravellosos o altres objectes de fantasia. En tots els casos, es tracta d'un personatge terrible i invencible que no permet atènyer el seu objectiu als aventurers que s'hi acosten, tret que li lliurin una prova o penyora màgica que els requereix.
El gegant negre és alt, però no exageradament: fa tres o quatre pams més que un home normal. Se'l presenta vestit només amb uns saragüells i armat amb un garrot que branda contra els que intenten endur-se el tresor o objecte màgic que custodia.
Gaspar Escolano recull al segon volum de la seva monumental Décadas de la historia de la insigne y coronada ciudad y Reyno de Valencia (1610-1611) la llegenda del gegant negre que vigilava un tresor fabulós a una cova de Benidoleig, a la Marina Alta, que actualment es coneix com a la Cova de les Calaveres. Segons Escolano, un ciutadà d'Ondara l'hi va explicar i ell la considera un fet històric. A la narració, dos cristians i dos moriscos d'Ondara aconsegueixen arribar al tresor amagat dins la cova i, després de distreure el gegant, un d'ells s'apropia d'unes poques joies. En intentar tornar a casa, però, es troben la cova segellada. Només quan el que ha furtat les joies les hi torna al gegant, aquest desfà l'encanteri i la cova s'obre per permetre als quatre homes abandonar-la.